# Безмер (Добрицька область)
Безме́р (болг. Безмер) — село в Добрицькій області Болгарії. Входить до складу общини Тервел.

## Населення
За даними перепису населення 2011 року у селі проживали 1162 особи.
Національний склад населення села:
| Національність   | Кількість осіб | Відсоток |
| ---------------- | -------------- | -------- |
| турки            | 325            | 40,3%    |
| цигани           | 278            | 34,4%    |
| болгари          | 197            | 24,4%    |
| інша             | 0              | 0%       |
| не визначились   | 7              | 0,9%     |
| Всього відповіли | 807            |          |

Розподіл населення за віком у 2011 році:
Динаміка населення: